# Aéroport d'Épinal-Mirecourt
Pour les articles homonymes, voir EPL.
L'aéroport d'Épinal-Mirecourt (code IATA : EPL • code OACI : LFSG) est un aéroport situé au sud de la Lorraine, dans la commune vosgienne de Juvaincourt. Il porte le nom commercial « Vosges Aéroport ».

## Historique

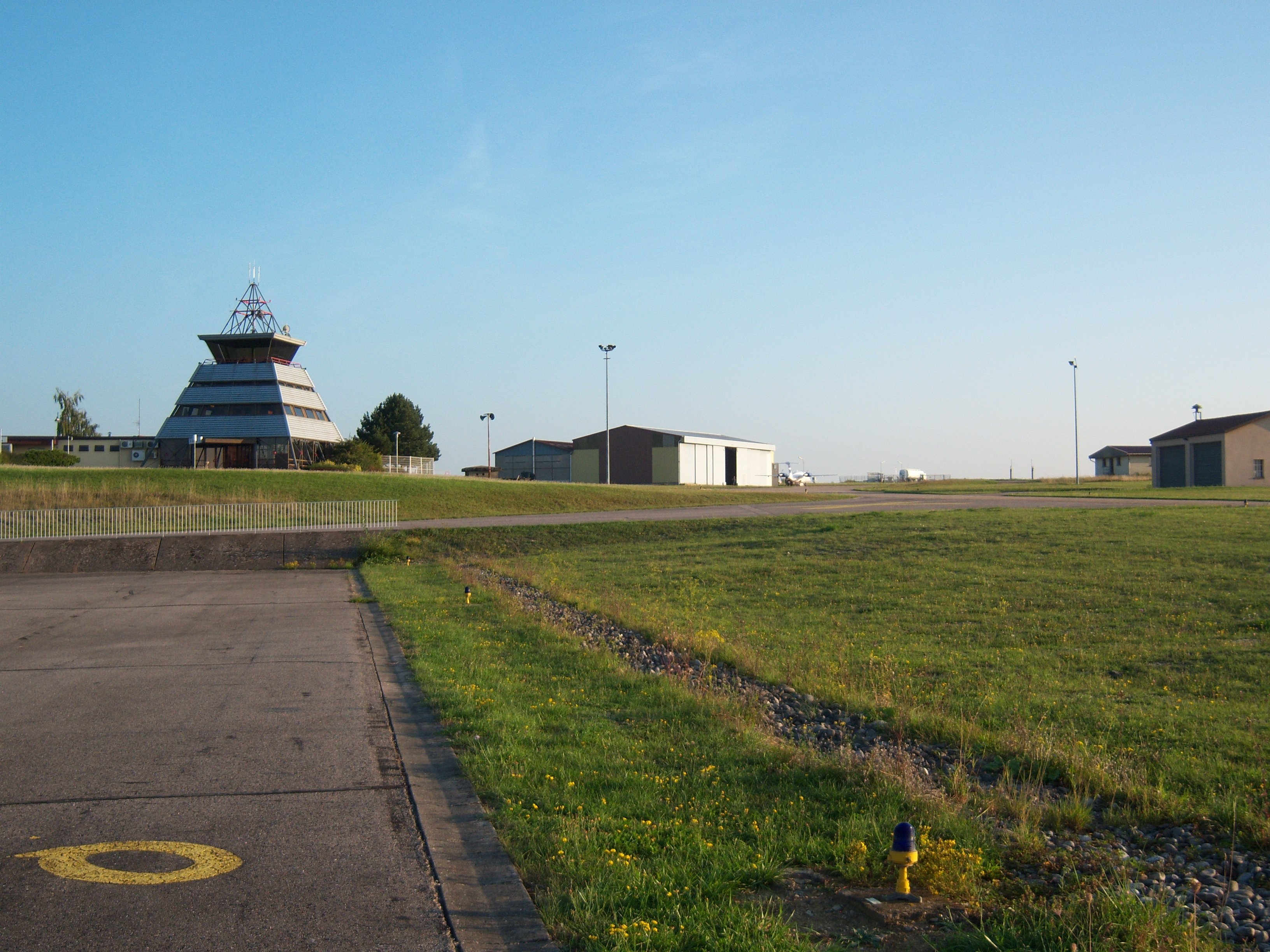
Tour de contrôle et hangars avions de l'aéroport Vosges Aéroport

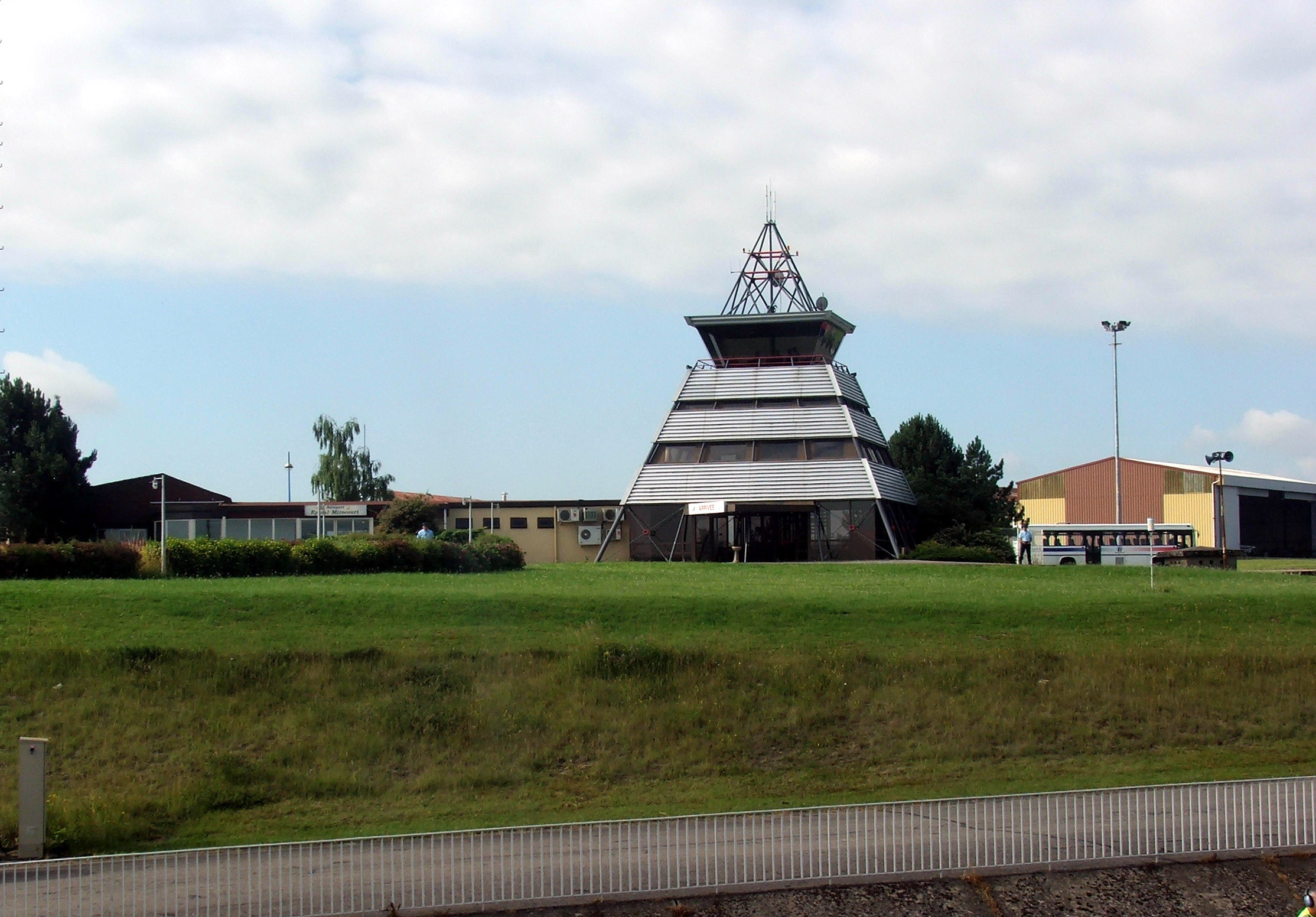
Tour de contrôle et aérogare de l'aéroport Vosges Aéroport

Les travaux de construction de l'aérodrome ont commencé en 1953, en tant que base de dispersion pour le compte de l'OTAN (avec une piste au standard OTAN soit 2400m x 45m) et à ce titre, aucun avion n'y est basé. 
Au milieu des années 1950, l’Aéro-club Mirecurtien est autorisé à s’installer sur la base de l’Otan de Mirecourt.
En 1958, la piste est portée à 2940m par la construction d’un prolongement d’arrêt de 270m à chaque extrémité.
Le 21 octobre 1963, la CCI d’Epinal émet le souhait en assemblée générale de voir un des 2 aérodromes militaires du département (Damblain et Mirecourt-Juvaincourt) être également utilisé à des fins civiles.
Lors du retrait français du commandement intégré de l'OTAN en 1966, l'aéroport est remis en 1967 aux autorités françaises qui l'exploitent peu. Cet ancien aérodrome de l’OTAN est affecté à l’aviation civile par décision du premier ministre le 4 décembre 1967 avec pour mission de devenir l’aéroport principal du département des Vosges en remplacement d’un projet non abouti situé à Charmes Chamagne.  
Il n'accueille pas d'unité de l'Armée de l'air comme peuvent le faire Nancy-Ochey ou Toul-Rosières. 

En 1968, le 1er août, l'aéroport fait l’objet d’une convention entre la Chambre de Commerce et d’Industrie d’Épinal et le Conseil général des Vosges. 

Air Vosges (1969-1975)

Dès 1969, il accueille la compagnie Air Vosges (code IATA : GS), émanation de la CCI locale, qui inaugure le 20 mai des liaisons Épinal-Lyon et Épinal-Paris (Le Bourget). La liaison avec Lyon, peu prisée, est rapidement abandonnée.
Le 14 octobre 1969, l'aéroport reçoit l’autorisation de trafic aérien international de jour et de nuit.
La compagnie Rousseau Aviation permettait au début des années 70, sur demande la semaine, de stopper à Epinal sur la ligne Nancy-Lyon qui utilisait un Nord 262 Frégate.
1972, voit Installation d'un I.L.S. (système d’atterrissage aux instruments) et la première transformation du bâtiment aérogare pour l’accueil des passagers des vols charters.
Le samedi 15 avril 1972, Georges Pompidou est le premier président de la république à passer par l'aéroport de Juvaincourt. Il en redécolle en Caravelle "République Française" pour gagner Paris via l’aéroport d’Orly.
Les premiers charters moyens courriers à destination des pays de l’Est et du bassin méditerranéen verront le jour en 1975.
La ligne vers Paris a été reprise en 1975, lors du rachat d'Air Vosges, par Air Alsace qui l'exploite en avion Corvette, mettant Épinal à 35 minutes de Paris. 

Air Service Vosges (1975-2006)

Le 31 octobre 1975, la compagnie aérienne "Air Service Vosges" (code OACI : VGE, indicatif radio : AIR VOSGE) et basée sur l'aéroport d'Epinal, avec actionnariat de la CCI d'Épinal était créée pour le transport à la demande de passagers et marchandises. Dans les années 1980, elle utilisait un Cessna 401 et un Piper PA-23. Dans les années 2000, elle exploitait un Piper PA-31 Cheyenne II (immatriculé F-GFVO) dans un premier temps puis un Beechcraft 90 King Air (F-GDAK) en deuxième avion. Elle sous-traitait sa maintenance d'aéronefs à la CCI d'Epinal, concessionnaire de l'aéroport de Mirecourt. Elle cesse ses activités le 30 juin 2006.
A la fin des années 1970, Air Alsace met fin à la ligne vers Paris. Elle sera reprise par la compagnie Air Anjou Transports jusqu'au 31 décembre 1979. 
La Compagnie Aérienne du Languedoc (CAL) reprendra la ligne en 1982 à raison de 2 allers-retours quotidiens opérés avec un Métro Merlin de 19 places puis un Nord 262 de 26 places.
Le Concorde d'Air France se pose pour la première fois à Epinal le 22 juin 1986 lors d'un meeting aérien organisé par le journal "La Liberté de L'Est" . Il reviendra le 28 juin 1987 et le 19 juin 1988.
En 1987, la CAL devient Air Littoral qui poursuit la ligne vers Paris. 
En septembre 1991, Air Littoral met en ligne vers Paris un nouvel appareil Brasilia de 30 places qui remplace le Métro de 18 sièges.
En mars 1994, Air Littoral décide de baser son Brasilia à Sarrebruck en Allemagne pour ouvrir une liaison aérienne Sarrebruck-Epinal-Paris en semaine et Sarrebruck-Epinal-Nice le week-end, mais là encore, cette liaison a été rapidement abandonnée. 
En septembre 1996, Flandre Air remplace Air Littoral sur la ligne vers Paris, ligne effectuée avec des Beechcraft 1900D.
En 1998, Flandre Air propose une ligne saisonnière vers Nice via Annecy.
À compter du 1er avril 2001, la ligne vers Paris devient une ligne subventionnées par le FIATA (Fonds d'intervention pour les aéroports et le transport aérien).
La ligne sous obligation de service public vers Paris est assurée par Airlinair depuis 2002 jusqu'en juin 2003 et en dernier par Twinjet'. Elle est finalement abandonnée en 2006, victime de la concurrence du TGV Est qui dessert Nancy et Epinal. Le conseil général des Vosges consacre 750 000 euros à l'entretien de cet aéroport et au maintien de la ligne aérienne. 
En 2004, la CCI d'Épinal, en fusionnant avec la CCI de Saint-Dié, est devenue la CCI des Vosges, celle-ci étant gestionnaire de l'aéroport jusqu'en janvier 2010.
À cette date, la SEAEM Vosges Aéroport (Société d'Exploitation de l'Aéroport d'Épinal-Mirecourt) a remplacé la CCI, à la suite d'un appel à marché pour une DSP (délégation de service public) demandé par le Conseil général des Vosges, propriétaire de la plateforme depuis 2007.
Fin 2011, la plateforme n’enregistrait presque plus de trafic de voyageurs. Elle réalisait l'essentiel de son chiffre d'affaires grâce aux vols d’entraînement des grandes compagnies européennes qui trouvent à Épinal-Mirecourt un site de formation idéal : piste longue et environnement dégagé.
Depuis le 1er janvier 2012, à l’initiative du Conseil Général qui souhaite faire revivre le site, la société indienne Super Airport Infrastructure acquiert 51 % des parts sociales initialement détenues par Keolis. L’entreprise, qui projette la construction d’un aéroport dans le Sud de l’Inde, désire créer une escale vers les États-Unis à Épinal-Mirecourt.
En décembre 2020, le Conseil Départemental (ex-Conseil Général), propriétaire, annonce l'installation de la société Adelor, dès 2021, qui prévoit une activité de déconstruction d'aéronefs puis de maintenance d'aéronefs. Ce projet de démantèlement d'avions pourra créer jusqu'à 100 emplois sur une durée minimale de 35 ans.
Au printemps 2021, est implanté sur l'aéroport un pélicandrome au profit des bombardiers connus sous le nom de Dash 8 de la Sécurité Civile pour la Zone de défense et de sécurité Est. En cas de feux de forêt les bombardiers d'eau opèreront depuis Épinal Mirecourt sur les régions Grand-Est et Bourgogne Franche Comté ainsi que sur demande en Allemagne, Belgique et au Luxembourg'. 
Le nom commercial de l'aéroport est dorénavant "Vosges Aéroport".

Vues aériennes de l'aéroport d'Epinal - Mirecourt de 1956 à 2009
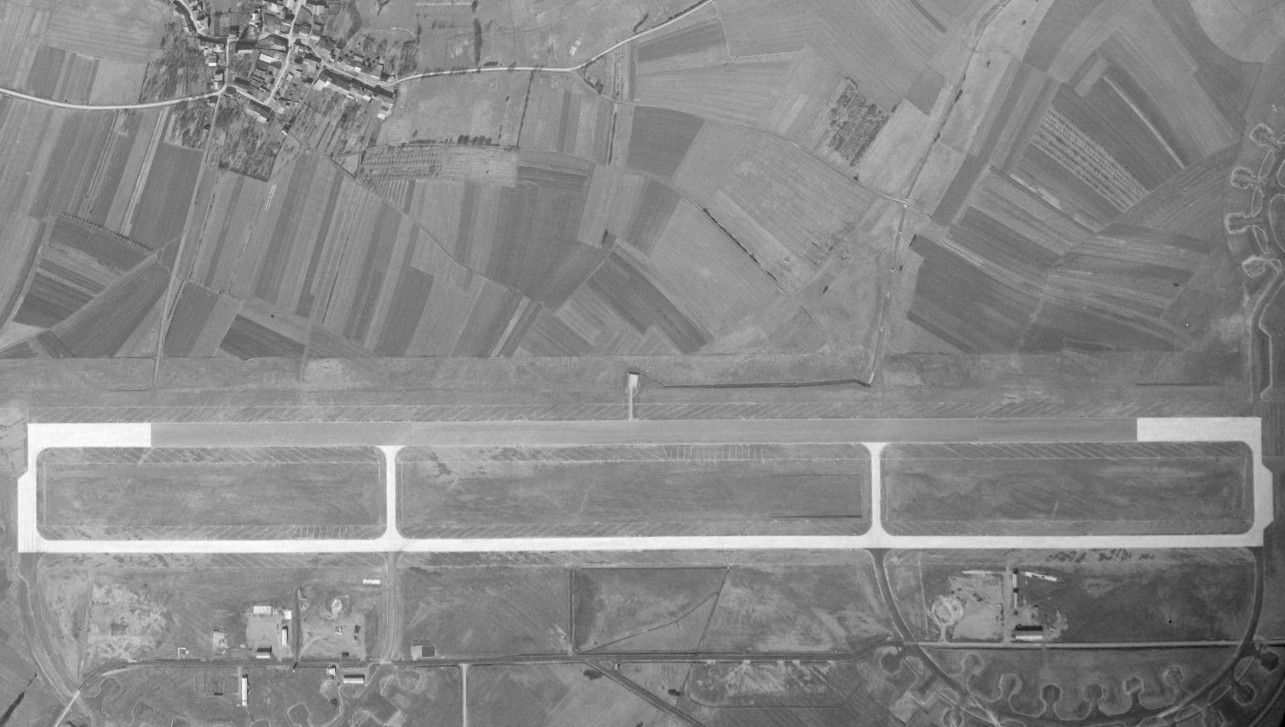
Aéroport d'Epinal le 10 03 1956.
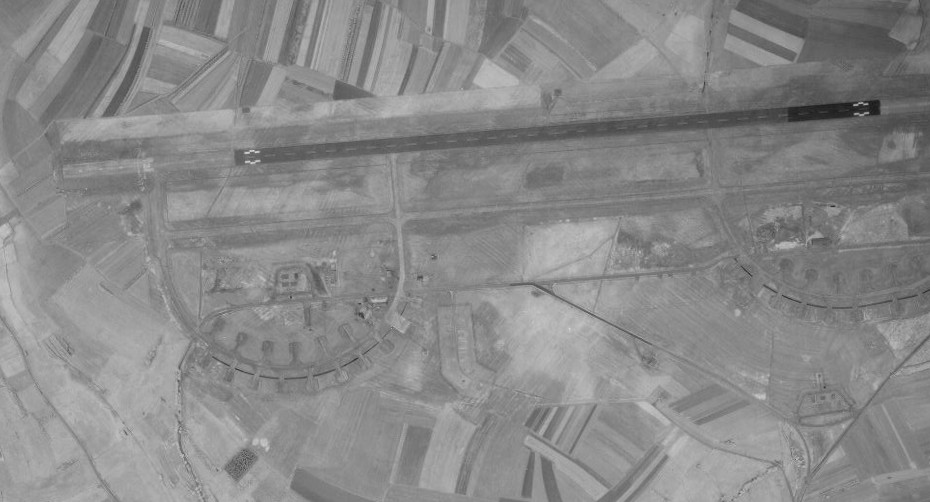
Aéroport d'Epinal le 18 08 1970.
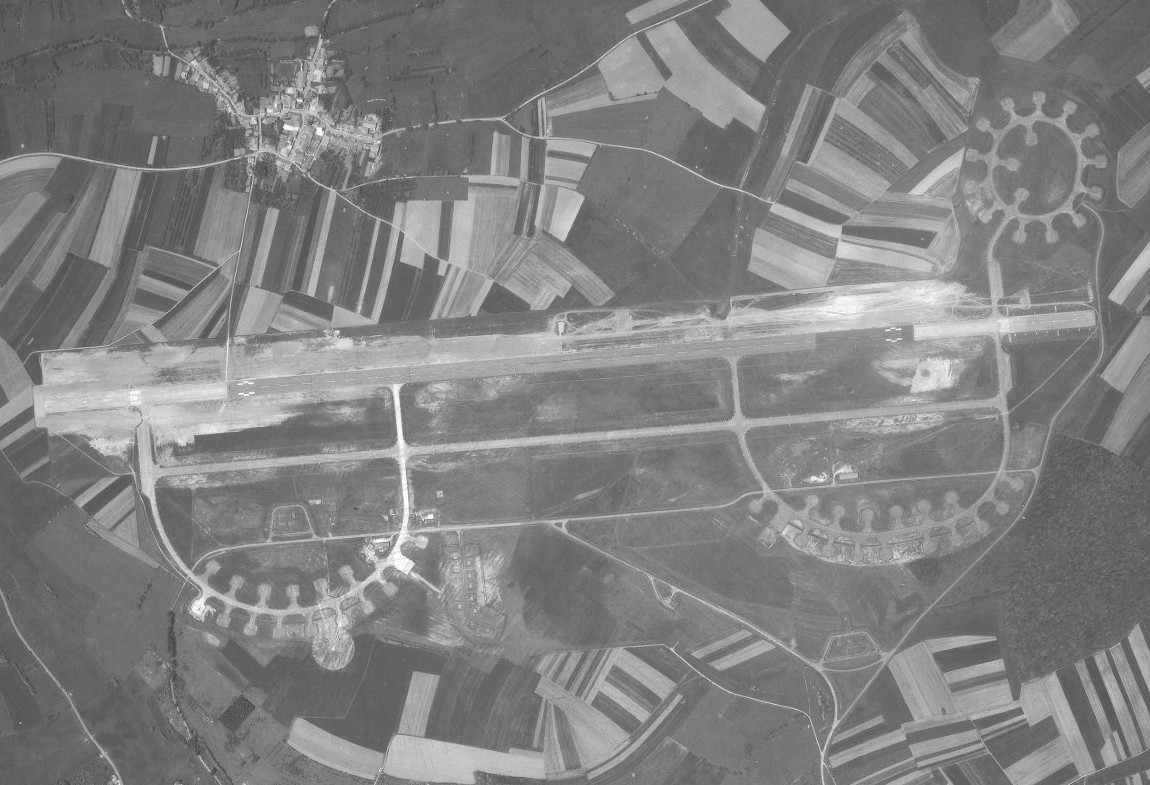
Aéroport d'Epinal le 18 05 1974.
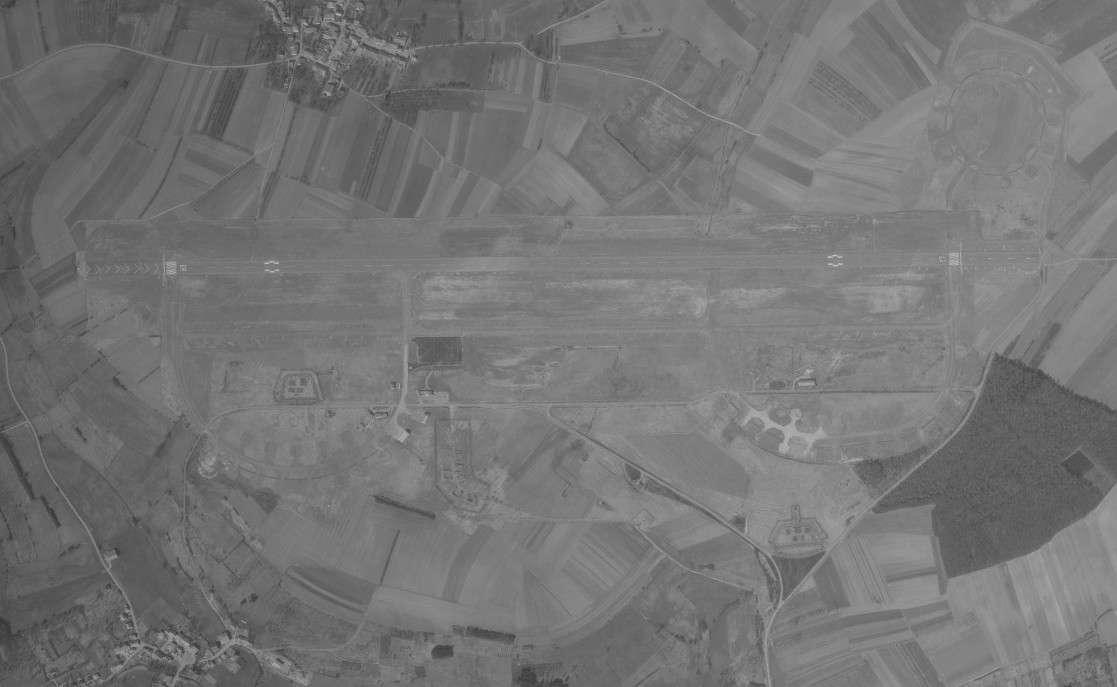
Aéroport d'Epinal le 04 03 1982.
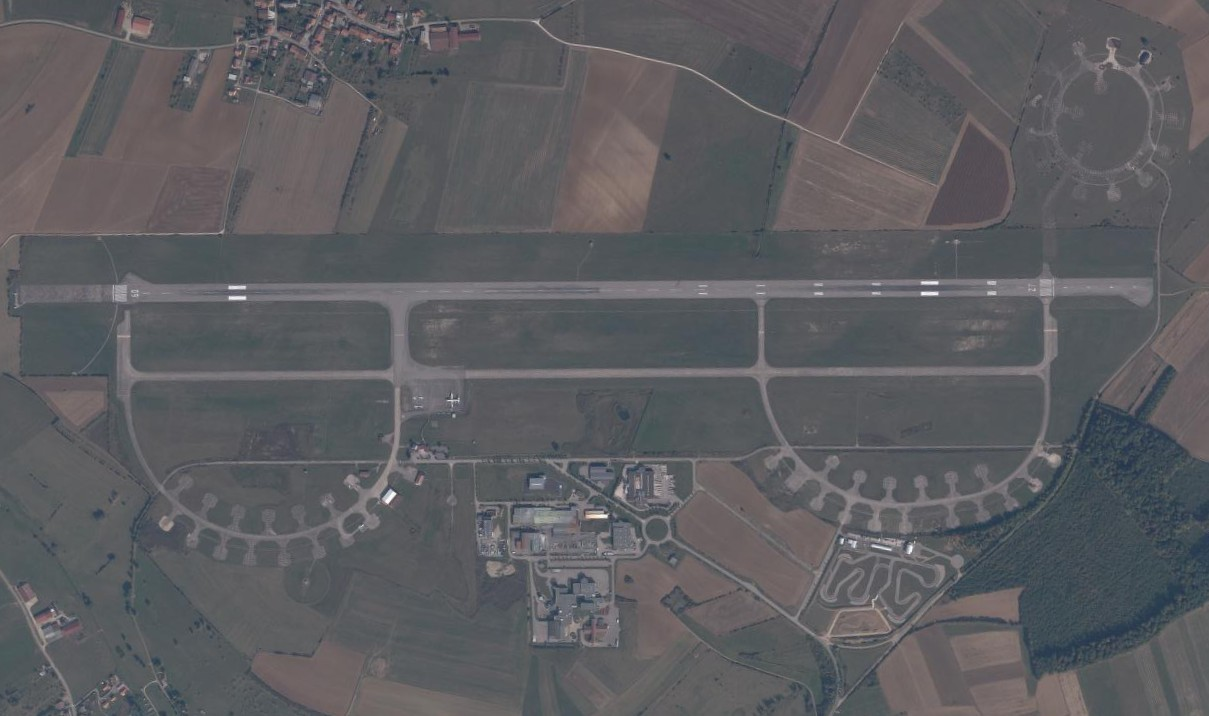
Aéroport d'Epinal le 26 09 2009.

## Activités
L'activité de l'aéroport se répartit entre l'aviation commerciale (lignes régulières saisonnières d'été, vols charters vacances, vols d'affaires et de fret léger). Elle est complétée par l'aviation privée, l'aviation de loisirs et les aéroclubs. L'entrainement au pilotage (formation d'équipage civil et militaire) se fait avec tous types d'appareils, jusqu'aux plus gros, Airbus A340 et Boeing 747.
Parmi les compagnies venant régulièrement s'entraîner sur la plateforme, on peut noter : Easyjet Switzerland, Edelweiss Air, Helvetic Airways, Swiss International Air Lines ou encore TUI fly Belgium.
De mai 2012 à septembre 2013, une ligne charter est exploitée en direction de Tunis à raison de deux allers-retours hebdomadaires l'été, un seul l'hiver mais avec possibilité offerte aux passagers de continuer sur Djerba par correspondance. Les vols sont assurés par Tunisair Express avec un CRJ-900.
En juin 2013, réouverture d'une liaison régulière (deux allers retours semaine) vers Nice assurée par la compagnie SkyTaxi (IGavion) avec un Saab 340. Après l'arrêt des vols vers Tunis, le gestionnaire ouvre en 2015 une liaison hebdomadaire vers Izmir (Turquie). Malheureusement compte tenu du contexte géopolitique des "printemps arabes" et des attentats (Tunisie puis Turquie) les vols vers ces deux pays sont définitivement stoppés en 2016. Ceci a pour effet de faire chuter de moitié le trafic passager entre 2015 et 2016 .
La ligne vers Nice devient saisonnière à partir de 2017 et 2018. Des vols vacances sont effectués vers le bassin méditerranéen, Naples, Croatie et Monténégro, ainsi que vers Madère.
En 2019, la ligne vers Nice n'est pas reconduite, la compagnie SkyTaxi (IGavion) ayant décidé de se repositionner vers l'activité fret.
À partir de 2019, l'activité de l'aéroport se recentre principalement sur l'aviation privée et de loisirs ainsi que l'aviation d'affaires. La formation au pilotage et le maintien des compétences des pilotes n'en demeurent pas moins des parts non négligeables du trafic civil et militaire (écoles de pilotage ENAC, Eatis, Lufthansa Aviation Training (Switzerland), ALAT et Armée de l'Air, etc.) accueillis à Épinal-Mirecourt.
À partir de l'été 2021, l’aéroport d’Épinal-Mirecourt devient le pélicandrome de la Zone Est et servira ainsi de base de ravitaillement et d’intervention pour les avions bombardiers d’eau Q Series ou de Havilland Canada DHC-8, aussi connu sous le nom de Dash 8.

## Statistiques
Pour des raisons techniques, il est temporairement impossible d'afficher le graphique qui aurait dû être présenté ici.

Voir la requête brute et les sources sur Wikidata.
| Année | Passagers | Mouvements | Dont mouvements commerciaux |
| ----- | --------- | ---------- | --------------------------- |
| 2024  | 248       | 5 616      | 71                          |
| 2023  | 326       | 5 537      | 83                          |
| 2022  | 109       | 6 509      | 69                          |
| 2021  | 159       | 6 452      | 64                          |
| 2020  | 189       | 3 826      | 39                          |
| 2019  | 236       | 5 889      | 70                          |
| 2018  | 2 304     | 4 451      | 134                         |
| 2017  | 1 781     | 3 983      | 112                         |
| 2016  | 2 012     | 3 623      | 113                         |
| 2015  | 4 120     | 2 931      | 128                         |